# Cutting Crew
Cutting Crew é uma banda inglesa de pop rock. Os seus maiores sucessos foram "(I Just) Died in Your Arms" e  "I've Been in Love Before".

## Histórico
Na Inglaterra em 1985, o vocalista Nick Van Eede se uniu ao guitarrista canadense Kevin Scott MacMichael com a ideia de formar uma banda. Mais tarde, com Colin Farley no baixo e Martin Beedle na bateria, isso se torna possível e o primeiro álbum é lançado intitulado Broadcast, que inclui dois dos grandes sucessos da banda, "(I Just) Died in Your Arms" e a balada "I've Been in Love Before". O sucesso obtido rendeu uma nomeação ao Grammy Award para melhor artista revelação em 1988.
Um ano depois, 1989, o segundo álbum é lançado, The Scattering, porém não faz tanto sucesso quanto o primeiro, perdendo parte do espaço conquistado. Já o terceiro álbum, Compus Mentus (1992), passa completamente despercebido.

## O fim
Em 1993, o Cutting Crew encerra sua atividade e cada um toma um rumo diferente. No mesmo ano, Kevin MacMichael junta-se a Robert Plant, no álbum Fate Of The Nations, e posteriormente, de 1998 até 2000, toca com Pete Best em sua banda, que era um tributo aos Beatles. Ele morre em 2003, com 51 anos, vítima de câncer pulmonar. Já Colin Farley, também tocou com John Parr, atualmente faz parte dos The Tornados. O baterista Martin Beedle, passou a colaborar com nomes como Zucchero Fornaciari e Sarah Brightman, além de ser músico em uma banda de um navio cruzeiro.

## O retorno
Em 2006, a banda retornou com uma nova formação mantendo apenas o vocalista fundador, Nick Van Eede e assim permanece até hoje.

## Discografia

### Álbuns
- Broadcast (1986) #16 U.S.; #41 UK; #11   CAN; Gold disc
- The Scattering (1989) #150 U.S.
- Compus Mentus (1992)
- Grinning Souls (2006)

### Singles
| Ano  | Canção                              | US Hot 100 | US MSR | US A.C. | UK singles | CAN singles | Album          |
| ---- | ----------------------------------- | ---------- | ------ | ------- | ---------- | ----------- | -------------- |
| 1986 | "(I Just) Died in Your Arms"        | 1          | 4      | 24      | 4          | 1           | Broadcast      |
| 1986 | "I've Been in Love Before"          | 9          | -      | 2       | 24         | 8           | Broadcast      |
| 1987 | "One for the Mockingbird"           | 38         | 29     | -       | 52         | 47          | Broadcast      |
| 1987 | "Any Colour"                        | -          | -      | -       | 83         | -           | Broadcast      |
| 1989 | "(Between A) Rock and a Hard Place" | 77         | -      | -       | 66         | 54          | The Scattering |
| 1989 | "The Scattering"                    | -          | -      | -       | 96         | -           | The Scattering |
| 1989 | "Everything But My Pride"           | -          | -      | 4       | -          | 72          | The Scattering |
| 1990 | "The Last Thing"                    | -          | -      | 17      | -          | 90          | The Scattering |